# John B. Hollister

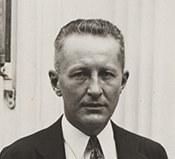
John B. Hollister

John Baker Hollister (* 7. November 1890 in Cincinnati, Ohio; † 4. Januar 1979 ebenda) war ein US-amerikanischer Politiker der Republikanischen Partei. Von 1931 bis 1937 war er Mitglied des Repräsentantenhauses der Vereinigten Staaten für den 1. Kongressdistrikt des Bundesstaates Ohio.

## Biografie
John Baker Hollister wurde in Cincinnati geboren. Mit seinen Eltern zog er nach Concord, wo er die öffentlichen Schulen erfolgreich abschloss. 1911 konnte er ein Studium an der Yale University abschließen. Daraufhin ging er für ein Jahr nach Deutschland, um an der Ludwig-Maximilians-Universität München zu studieren. Nach seiner Rückkehr aus Deutschland nahm er an der Harvard University ein Jura-Studium auf, dies beendete er 1915. Im selben Jahr wurde er als Rechtsanwalt zugelassen und eröffnete eine Rechtsanwaltskanzlei in Cincinnati. 
Im Range eines First Lieutenant diente er in Frankreich während des Ersten Weltkrieges. Nachdem er aus dem Krieg zurückgekehrt war, nahm er wieder seine Rechtsanwaltstätigkeit auf. Er war Direktor von verschiedenen Unternehmen in der freien Wirtschaft. Von 1921 bis 1929 war er Mitglied im Cincinnati Board of Education. 
In einer Special Election wurde er 1931 als Nachfolger des verstorbenen Nicholas Longworth als Vertreter des 1. Distrikts von Ohio ins US-Repräsentantenhaus gewählt. Im House saß er bis 1937, 1936 ließ er sich nicht zur Wiederwahl aufstellen. Hollister war Delegierter bei der Republican National Convention in den Jahren 1940, 1944, 1948 und 1952. 
Es zog ihn zurück nach Cincinnati, wo er 1979 im Alter von 88 Jahren starb. Er wurde eingeäschert, seine Asche wurde auf dem Spring Grove Cemetery beigesetzt.